# Neogobius pallasi
Neogobius pallasi är en fiskart som först beskrevs av Berg, 1916.  Neogobius pallasi ingår i släktet Neogobius och familjen smörbultsfiskar. IUCN kategoriserar arten globalt som livskraftig. Inga underarter finns listade i Catalogue of Life.